# واشنطن غونزاليس
واشنطن غونزاليس (بالإسبانية: Washington González)‏ (6 ديسمبر 1955 الأوروغواي - ) هو لاعب كرة قدم أوروغواني، يلعب كمدافع.

## مسيرته

### مسيرته مع المنتخبات الوطنية
- 1975 - 1975 لعب مع منتخب الأوروغواي تحت 20 سنة لكرة القدم 6 مباريات.
- 1978 - 1983 لعب مع منتخب الأوروغواي لكرة القدم 32 مباراة.

## روابط خارجية
- واشنطن غونزاليس على موقع قاعدة بيانات كرة القدم.إي يو (الإنجليزية)
- واشنطن غونزاليس على موقع ناشيونال فوتبول تيمز (الإنجليزية)